# Gheorghe Stepanov
Gheorghe Afanasievici Stepanov (în rusă Георгий Афанасьевич Степанов; n. 24 aprilie 1920, Moșneahî, Balta⁠(d), Odesa, Ucraina – d. 1 februarie 2016, Chișinău, Republica Moldova) a fost un om politic și de stat sovietic moldovean, care a deținut funcția de prim-vicepreședinte al Consiliului de Miniștri al RSS Moldovenești între 1980 și 1985.

## Biografie
Participant la Al Doilea Război Mondial, Stepanov a luptat pe fronturile Caucazului de Nord, al 2-lea și al 3-lea Front Ucrainean. A contribuit la eliberarea orașelor Belgorod, Budapesta, Viena și Belgrad și a participat la Operațiunea Iași-Chișinău.
În 1951 a absolvit Institutul Agricol din Chișinău. Ulterior, a ocupat diverse funcții, printre care:
- 1951–1953: președinte al colhozurilor „Calea lui Stalin” din satul Rezeni și „Biruința” din satul Cojușna, fostul raion Chișinău;

- 1953–1958: director al Stației de Mașini și Tractoare Bravicea;

- 1958–1961: zootehnician principal în Ministerul Agriculturii al RSS Moldovenești și referent principal în Consiliul de Miniștri al RSS Moldovenești;

- 1961–1962: președinte al Comitetului Executiv al Sovietului Raional de Deputați ai Muncitorilor din raionul Ocnița;

- 1962–1963: șef al Direcției teritoriale de producție colhoznic-sovhoznic din Leova;

- 1963–1966: adjunct, apoi prim-adjunct al ministrului agriculturii al RSS Moldovenești;

- 1966–1969: șef al Departamentului Agricultură al CC al PCM;

- 1971–1977: ministru al achizițiilor al RSS Moldovenești;

- 1977–1980: vicepreședinte al Consiliului de Miniștri al RSS Moldovenești;

- 1980–1985: prim-vicepreședinte al Consiliului de Miniștri al RSS Moldovenești;

- martie–decembrie 1985: ministru al agriculturii al RSS Moldovenești.

Din 1986 a fost pensionar. A fost membru al CC al PCM între 1961 și 1986 și a fost ales de mai multe ori deputat în Sovietul Suprem al RSS Moldovenești.
Până în ianuarie 2016 a fost președintele organizației veteranilor din aparatul Guvernului Republicii Moldova.

## Distincții și titluri

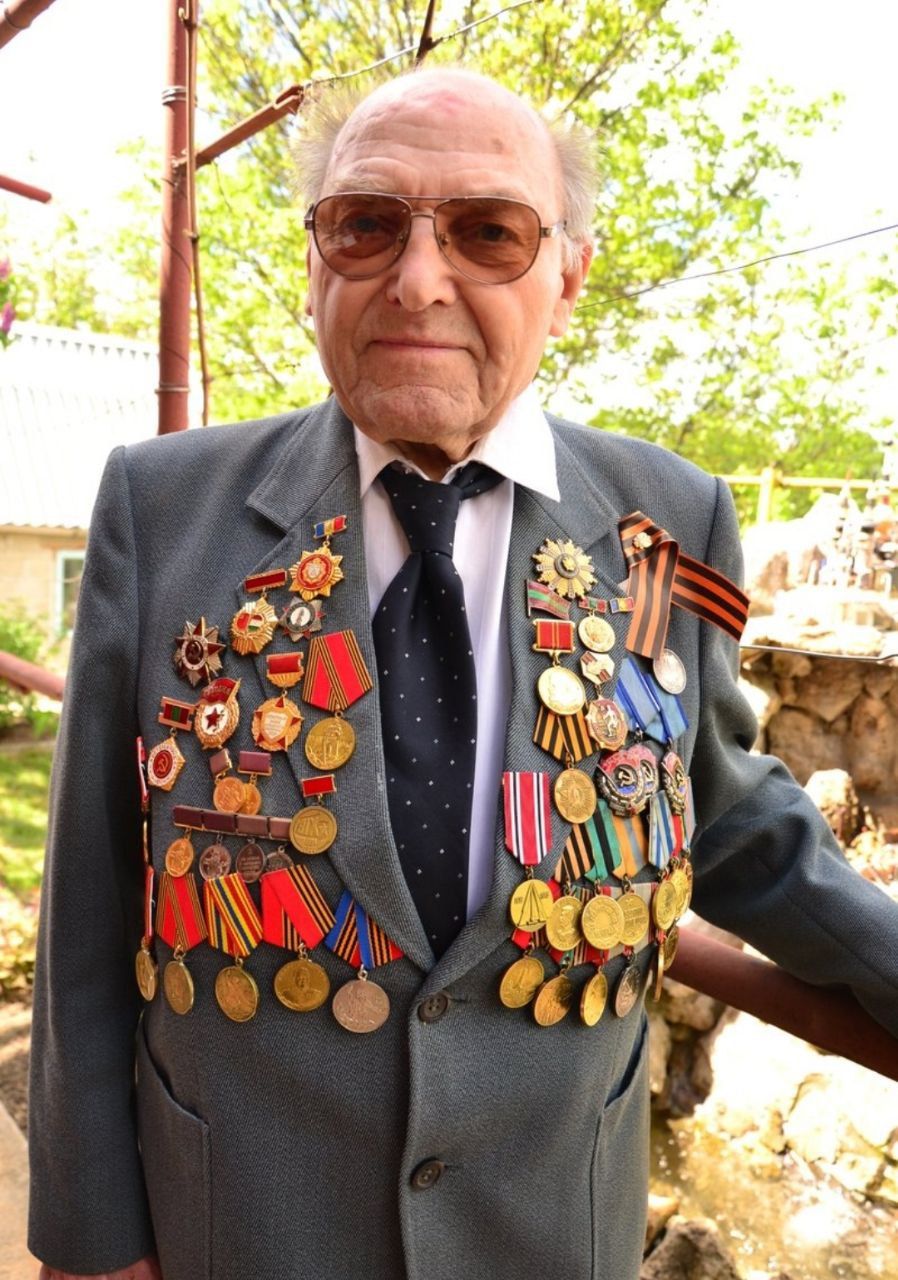
Stepanov în 2015

A fost decorat cu Ordinul de Onoare al Republicii Moldova (2005), Ordinul Revoluției din Octombrie, Ordinul Războiului Patriotic⁠(d) de gradul I și de trei ori cu Ordinul Steagul Roșu al Muncii, precum și cu 25 de medalii sovietice și străine pentru merite de război și muncă.
În 1980 a primit titlul de Lucrător Emerit al Agriculturii al RSS Moldovenești.